# إيوان كومان
إيوان كومان (بالرومانية: Cornel Coman)‏ هو لاعب كرة قدم روماني، ولد في 13 يوليو 1981 في براشوف في رومانيا. لعب مع نادي براشوف.

## وصلات خارجية
- إيوان كومان على موقع قاعدة بيانات كرة القدم.إي يو (الإنجليزية)
- إيوان كومان على موقع Soccerway.com (الإنجليزية)